# Palay Khan
Palay Khan è un film del 1986 diretto da Ashim S. Samanta.

## Trama
Il governo britannico ha assunto il governo in una regione deserta dell'India. Ma alcune delle persone li lottano per la libertà tra cui Palay Khan, che deve la sua intelligenza all'intera regione. Quando i soldati britannici attaccano, lui è sempre presente per difendersi e ora lui e la sua banda sono ricercati dagli inglesi, non viene lasciata nulla di intentato per catturarlo, ma tutti i modi si rivelano fertili fino a quando un giorno un ufficiale britannico di nome Gulbar Khan riesce ad addurre uno dei fedeli soci di Palay Khan, Amar Singh, che lo tiene prigioniero fino a quando Palay Khan non si arrende.

## Colonna sonora
Testi di Anand Bakshi, musiche di Rahul Dev Burman.
1. Asha Bhosle – Kabul Se Aaya Hai – 7:47
2. Suresh Wadkar, Lata Mangeshkar – Mere Sanam – 6:10
3. Lata Mangeshkar – Salma Ko Mil Gaya Balma – 4:21
4. Lata Mangeshkar – Aaya Hawa Ka Jhaunka – 1:05
5. Kishore Kumar, Suresh Wadkar – Allah Ka Naam Le – 6:29
6. Asha Bhosle – Allah Kare Chham Se – 5:26